# Lettische Badmintonmeisterschaft 2009
Die Lettische Badmintonmeisterschaft 2009 fand vom 31. Januar bis zum 1. Februar 2009 in Inčukalns statt.

## Medaillengewinner
| Disziplin    | Gold                          | Silber                      | Bronze                         |
| ------------ | ----------------------------- | --------------------------- | ------------------------------ |
| Herreneinzel | Edijs Līviņš                  | Raimonds Cipe               | Kārlis Vidass                  |
| Dameneinzel  | Kristīne Šefere               | Madara Puķīte               | Monika Radovska                |
| Herrendoppel | Eduards Loze Edijs Līviņš     | Artūrs Akmens Kārlis Vidass | Uģis Briedis Jānis Valeinis    |
| Damendoppel  | Kristīne Šefere Dace Šneidere | Aija Pope Monika Radovska   | Zane Mētra Madara Puķīte       |
| Mixed        | Eduards Loze Kristīne Šefere  | Edijs Līviņš Dace Šneidere  | Guntis Lavrinovičs Ilze Ķīsele |